# .it
.it jest domeną internetową przypisaną dla stron internetowych z Włoch.
Ze względu na angielskie słowo it (3 os. lp. - ono) oraz liczne inne słowa kończące się na -it ta domena jest często wykorzystywana jako część nazwy strony np. play.it (zagraj to).